# Christian Mecke
Christian Walter Mecke (* 10. Januar 1966 in Rotenburg an der Wümme) ist ein deutscher Jurist und Richter am Bundessozialgericht.

## Leben
1992 beendete er an der Georg-August-Universität Göttingen sein juristisches Studium, indem er das erste juristische Staatsexamen bestand.
Nachdem er an der Universität Göttingen auch als Wissenschaftlicher Mitarbeiter tätig gewesen war, folgte das Referendariat in Oldenburg. Währenddessen promovierte er im Februar 1997 und schloss das Referendariat im Juli 1997 mit dem zweiten Staatsexamen ab.
Seine richterliche Karriere begann er im Dezember 1997 in Sachsen-Anhalt. Er war hierbei von Februar 2001 bis Ende 2004 Richter am Sozialgericht Dessau-Roßlau. Zum Ende seiner Dienstzeit in Dessau wurde er an das Bundessozialgericht als wissenschaftlicher Mitarbeiter abgeordnet und dann an das Landessozialgericht Sachsen-Anhalt. Ende 2004 erfolgte die Ernennung zum Richter am Landessozialgericht.
Zum 1. Dezember 2009 wurde Christian Mecke zum Richter am Bundessozialgericht ernannt. Er gehörte dort zunächst dem 12. Senat des Bundessozialgerichts an, der für sozialversicherungsrechtliche Beitrags- und Mitgliedschaftssachen zuständig ist. Zum 1. Januar 2018 wechselte er in den für die gesetzliche Rentenversicherung zuständigen 13. Senat, dessen stellvertretender Vorsitzender er war. Im Juli 2021 wies ihn das Präsidium dem 9. Senat zu. Seit Januar 2024 ist Mecke im 4. Senat als stellvertretender Vorsitzender in der Grundsicherung für Arbeitsuchende tätig. 

## Schriften (Auswahl)
- Christian Mecke: Zur rechtlichen Verbindlichkeit kollektiver Vereinbarungen in England. In: Schriften zum Arbeitsrecht und Wirtschaftsrecht. Band 2. Peter Lang, Frankfurt am Main, Berlin, Bern, New York, Paris, Wien 1997, ISBN 978-3-631-32155-3 (Zugl.: Göttingen, Univ., Diss., 1997).
- Christian Mecke: Wie viel Vermögen zur Alterssicherung dürfen Hilfeempfänger behalten? Arbeitslosenhilfe, Bedürftigkeit und Private Altersvorsorge. In: Soziale Sicherheit (SozSich). 2003, S. 167.
- Christian Mecke: Alles Pauschalen? Zur Pauschalisierung von Sozialversicherungsbeiträgen. In: Die Sozialgerichtsbarkeit (SGb). 2016, S. 61.
- Christian Mecke: Arbeit 4.0 – schöne neue sozialversicherungsfreie Arbeitswelt? In: Die Sozialgerichtsbarkeit (SGb). 2016, S. 481.